# Jugoslovanska hokejska liga 1983/84
Sezona 1983/84 jugoslovanske hokejske lige je bila enainštirideseta sezona jugoslovanskega prvenstva v hokeju na ledu. Naslov jugoslovanskega prvaka so dvanajstič osvojili hokejisti slovenskega kluba HK Olimpija Ljubljana. 

## Redni del
| Mesto | Klub                | OT | DG  | PG  | Točke |
| ----- | ------------------- | -- | --- | --- | ----- |
| 1.    | HK Jesenice         | 14 | 181 | 30  | 26    |
| 2.    | Kompas Olimpija     | 14 | 147 | 28  | 26    |
| 3.    | KHL Medveščak       | 14 | 88  | 56  | 18    |
| 4.    | HK Crvena Zvezda    | 14 | 92  | 72  | 17    |
|       |                     |    |     |     |       |
| 5.    | HK Kranjska Gora    | 14 | 57  | 79  | 10    |
| 6.    | HK Cinkarna Celje   | 14 | 75  | 72  | 9     |
| 7.    | HK Partizan Beograd | 14 | 43  | 96  | 6     |
| 8.    | HK Spartak Subotica | 14 | 29  | 270 | 0     |

## Skupina za 1. do 4. mesto
| Mesto | Klub             | OT | DG | PG | Točke |
| ----- | ---------------- | -- | -- | -- | ----- |
| 1.    | HK Jesenice      |    |    |    | 16    |
| 2.    | Kompas Olimpija  |    |    |    | 9     |
| 3.    | HK Crvena Zvezda |    |    |    | 5     |
| 4.    | KHL Medveščak    |    |    |    | 4     |

## Skupina za 5. do 8. mesto
| Mesto | Klub                | OT | DG | PG | Točke |
| ----- | ------------------- | -- | -- | -- | ----- |
| 5.    | HK Kranjska Gora    |    |    |    | 12    |
| 6     | HK Cinkarna Celje   |    |    |    | 11    |
| 7     | HK Partizan Beograd |    |    |    | 10    |
| 8     | HK Spartak Subotica |    |    |    | 1     |

## Končnica

### Finale
Igralo se je na tri zmage po sistemu 1-1-1-1-1, * - po kazenskih strelih.
|  | HK Acroni Jesenice' | 4:6* | Kompas Olimpija | Dvorana Podmežakla, Jesenice |

| Poročilo tekme | Poročilo tekme | Poročilo tekme | Poročilo tekme | Poročilo tekme |
| -------------- | -------------- | -------------- | -------------- | -------------- |
|                |                |                |                |                |

|  | Kompas Olimpija | 7:2 | HK Acroni Jesenice | Hala Tivoli, Ljubljana |

| Poročilo tekme | Poročilo tekme | Poročilo tekme | Poročilo tekme | Poročilo tekme |
| -------------- | -------------- | -------------- | -------------- | -------------- |
|                |                |                |                |                |

|  | HK Acroni Jesenice | 2:0 | Kompas Olimpija | Dvorana Podmežakla, Jesenice |

| Poročilo tekme | Poročilo tekme | Poročilo tekme | Poročilo tekme | Poročilo tekme |
| -------------- | -------------- | -------------- | -------------- | -------------- |
|                |                |                |                |                |

|  | Kompas Olimpija | 4:5 | HK Acroni Jesenice | Hala Tivoli, Ljubljana |

| Poročilo tekme | Poročilo tekme | Poročilo tekme | Poročilo tekme | Poročilo tekme |
| -------------- | -------------- | -------------- | -------------- | -------------- |
|                |                |                |                |                |

|  | HK Acroni Jesenice | 2:3 | Kompas Olimpija | Dvorana Podmežakla, Jesenice |

| Poročilo tekme | Poročilo tekme | Poročilo tekme | Poročilo tekme | Poročilo tekme |
| -------------- | -------------- | -------------- | -------------- | -------------- |
|                |                |                |                |                |

## Končni vrstni red
1. Kompas Olimpija
2. HK Jesenice
3. HK Crvena Zvezda
4. KHL Medveščak
5. HK Kranjska Gora
6. HK Cinkarna Celje
7. HK Partizan Beograd
8. HK Spartak Subotica